# 韋塞萊 (科諾托普區)
51°29′59″N 34°2′16″E / 51.49972°N 34.03778°E
韋塞萊（烏克蘭語：Веселе）是位於烏克蘭東北部的村莊，由蘇梅州科諾托普區的普蒂夫爾市鎮負責管轄。該村分別距離列維亞基涅2公里和舒列什夫卡2.5公里，海拔高度158米，2001年人口543。